# قائمة شركات صناعة السيارات الصينية

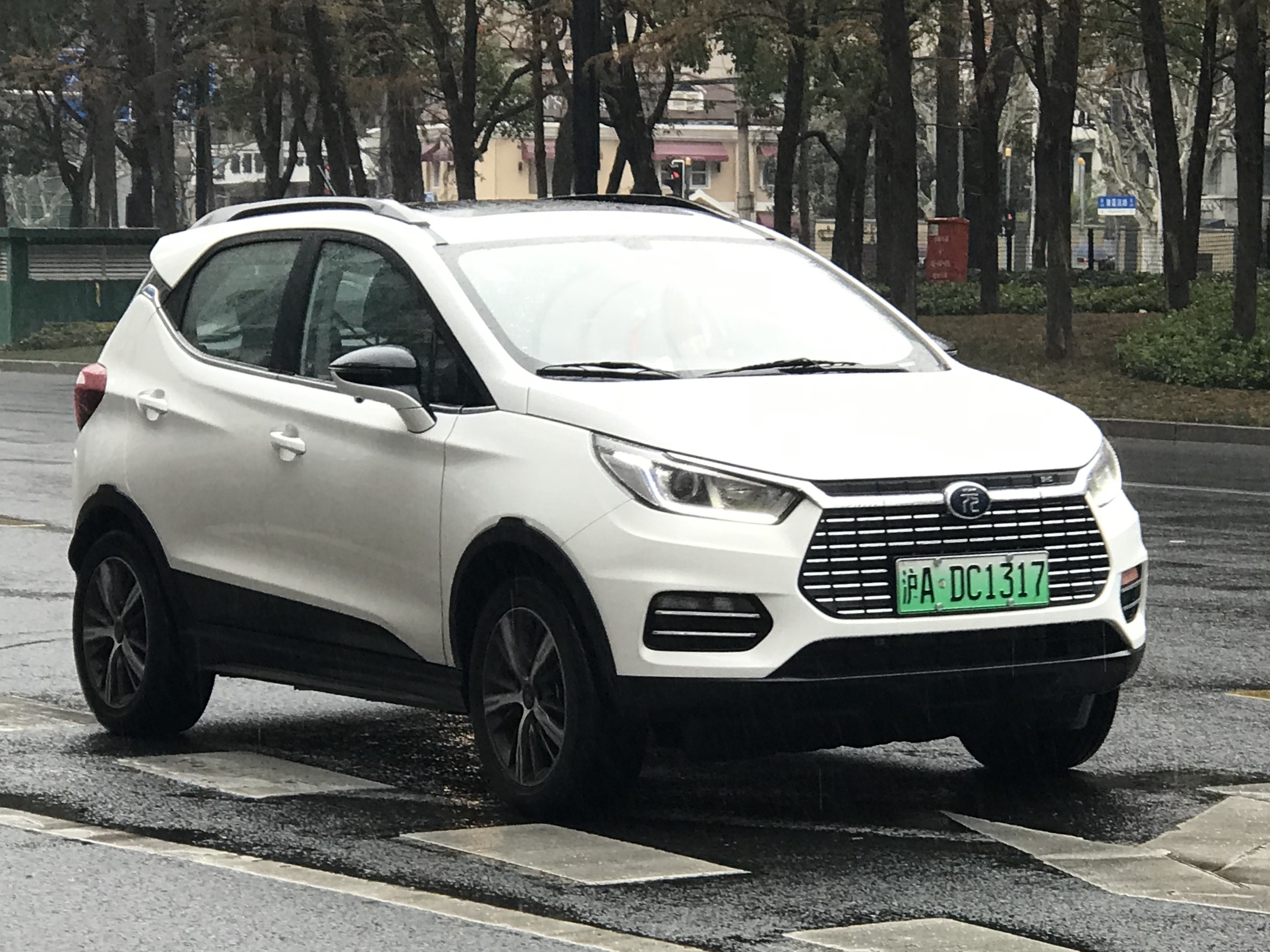
سيارة بي واي دي يوان

هذه قائمة تعرض شركات صناعة السيارات الصينية، حيث أنه منذ عام 2009، تجاوز الإنتاج السنوي للسيارات في الصين إنتاج الاتحاد الأوروبي أو إنتاج الولايات المتحدة واليابان مجتمعتين، والآن أصبحت الصين أكبر سوق للسيارات في العالم.
شركات تصنيع السيارات الصينية التقليدية «الأربعة الكبار» هي سايك موتورز ودونغفينغ وفاو جروب وشانجان، شركات تصنيع السيارات الصينية الأخرى هي جيلي ومجموعة بكين للسيارات وبريليانس أوتوموتيف ومجموعة قوانغتشو للسيارات وجريت وول وبي واي دي وشيري وجيانجهواي (جاك).
بينما تباع معظم السيارات المصنعة في الصين داخل الصين، في عام 2019، تم تصدير حوالي 295,000 مركبة نقل (commercial vehicles) و725,000 سيارة ركاب من الصين، وتتركز الصادرات الصينية بشكل أكبر في السيارات ذات التكلفة المنخفضة.

## القائمة
قائمة بأهم الشركات الصينية لصناعة السيارات حسب الشعبية
| ترتيب | الشعار | الشركة                 | التأسيس   | الفئة                     |
| ----- | ------ | ---------------------- | --------- | ------------------------- |
| 1     |        | جيلي                   | 1986      | سيارات عائلية (مدمجة)     |
| 2     |        | جريت وول               | 1984      | سيارات الدفع الرباعي      |
| 3     |        | بي واي دي              | 1995      | سيارات اقتصادية           |
| 4     |        | هافال (تتبع جريت وول)  | 2013      | دفع رباعي                 |
| 5     |        | شانجان                 | 1862      | سيارات اقتصادية           |
| 6     |        | شيري                   | 1997      | سيارات اقتصادية           |
| 7     |        | باوجون                 | 2010      | سيارات اقتصادية           |
| 8     |        | سايك                   | 1955      |                           |
| 9     |        | مجموعة جاك (GAC)       | 1997      |                           |
| 10    |        | وولينغ                 | 2002      | باصات صغيرة               |
| 11    |        | رويوي (Roewe)          | 2006      | سيارات عائلية (مدمجة)     |
| 12    |        | جاك للسيارات (JAC)     | 1964      | سيارات اقتصادية           |
| 13    |        | بريليانس أوتو          | 2002      | سيارات اقتصادية           |
| 14    |        | مجموعة بايك            | 2010      |                           |
| 15    |        | دونغفينغ موتور         | 1969      | الشاحنات                  |
| 16    |        | مجموعة فاو             | 1953      | سيارات عائلية (مدمجة)     |
| 17    |        | فوتون للسيارات         | 1996      | الشاحنات                  |
| 18    |        | Qoros                  | 2007      | سيارات عائلية (مدمجة)     |
| 19    |        | Changfeng Motor        | 1950      | الشاحنات الخفيفة          |
| 20    |        | (Jiangling Motors (JMC | 1968      | نصف نقل ، فان             |
| 21    |        | لاند وند (Landwind)    | 2002      | سيارات عائلية (مدمجة)     |
| 22    |        | ماكسوس (Maxus)         | 2011      | نصف نقل ، فان             |
| 23    |        | Venucia                | 2010      | سيارات اقتصادية           |
| 24    |        | ساويست (Soueast)       | 1995      | سيارات اقتصادية           |
| 25    |        | هيما (Haima)           | 1992      | سيارات اقتصادية           |
| 26    |        | ليفان (Lifan)          | 1992      | دفع رباعي                 |
| 27    |        | هاوتاي (Hawtai)        | 2000      | دفع رباعي وسيارات السيدان |
| 28    |        | جونو (Gonow)           | 2003      | دفع رباعي                 |
| 29    |        | زوتي أوتو              | 2005      | سيارات عائلية (مدمجة)     |
| 30    |        | إنجلون (Englon)        | 2010-2013 | سيارات عائلية (مدمجة)     |
| 31    |        | هافي (Hafei)           | 1980      | سيارات السيدان وميني فان  |
| 32    |        | رانز (Ranz)            | 2013      | سيارات كهربائية           |

## الشركات المصنعة الحالية
هنا قائمة منقطة يوجد فيها أسماء الشركات وبعض الشركات التابعة للشركة الأم (علامات تجارية):
- Aiways إلى الوقت الحاضر(2017)
- شركة بكين لصناعة السيارات القابضة (1988 حتى الآن)
  - أعمال بكين للسيارات (1958 إلى الوقت الحاضر)
    - هيباو أوتو (1990 إلى الوقت الحاضر)

  - فوتون (1996 إلى الوقت الحاضر)
  - دينزا (2010 إلى الوقت الحاضر) (50٪ مع Daimler AG)
- بي واي دي إلى الوقت الحاضر(2003)
- شانجان للسيارات (1990 إلى الوقت الحاضر)
  - تشانغهي (1970 حتى الآن)
  - هافي (1950 إلى الوقت الحاضر)
- شيري للسيارات (1997 إلى الوقت الحاضر)
- دونغفنغ (1969 حتى الآن)
  - Dongfeng Fengshen إلى الوقت الحاضر (2009)
  - فينوسيا (2010 إلى الوقت الحاضر)
- فاو جروب (1953 حتى الآن)
  - هايما للسيارات (1992 حتى الآن)
  - FAW Hongqi إلى الوقت الحاضر(1958)
  - فاو تيانجين (1965 حتى الآن)
- شركة فوتشو للسيارات (1956-1984)
  - شركة فوتشو لصناعة السيارات (1984-1990)
    - فورتا (1990 إلى الوقت الحاضر)
- فوداي (1988 إلى الوقت الحاضر)
- فوكانغ (1990 إلى الوقت الحاضر)
- جيلي (1998 إلى الوقت الحاضر)
  - جيلي أوتو (1998 إلى الوقت الحاضر)
  - Lynk &amp; Co من (2016 إلى الوقت الحاضر)
  - سيارات فولفو (2010 إلى الوقت الحاضر)
- جريت وول موتورز (1984 إلى الوقت الحاضر)
  - هافال (2013 إلى الوقت الحاضر)
  - WEY من (2017 إلى الوقت الحاضر)
- Green Field Motor من (2010 إلى الوقت الحاضر)
- مجموعة صناعة السيارات في قوانغتشو من (2000 إلى الوقت الحاضر)
  - مجموعة جاك من (1955 إلى الوقت الحاضر)
  - أيون (2018 إلى الوقت الحاضر)
  - ترامبشي (2010 إلى الوقت الحاضر)
  - محرك Changfeng من (1950 إلى الوقت الحاضر)
    - ليباو (1996 إلى الوقت الحاضر)

  - جوانجكي هوندا (1998 حتى الآن)
    - إيفروس (2008 إلى الوقت الحاضر)

  - جاك تويوتا من (2004 إلى الوقت الحاضر)
    - Leahead من (2015 إلى الوقت الحاضر)
- جوانجتونج أوتو (1999 حتى الآن)
- Huanghai من (1984 إلى الوقت الحاضر)
- هاوتاي (هواتاي) (2000 إلى الوقت الحاضر)
- هواتشين (بريليانس) (1992 إلى الوقت الحاضر)
  - جينبي (1991 حتى الآن)
  - Zhonghua من (2002 إلى الوقت الحاضر)
- جيانجهواي (جاك) (1964 إلى الوقت الحاضر)
- شركة Jiangling Motor Holding من (2004 إلى الوقت الحاضر)
  - Jiangling أو (JMC) من (1993 إلى الوقت الحاضر)
- جيانغنان أوتو (1988 إلى الوقت الحاضر)
  - لاند وند Landwind من (2004 إلى الوقت الحاضر)
- JMCG من (1947 حتى الآن)
  - جينغما موتور (1958 حتى الآن)
  - JMCGL من (2013 إلى الوقت الحاضر)
  - JMEV من (2015 إلى الوقت الحاضر)
- كنج لونج (1988 حتى الآن)
- Kingstar من (2004 إلى الوقت الحاضر)
- Li Auto من (2015 إلى الوقت الحاضر)
- ليفان (1992 إلى الوقت الحاضر)
- NIO (2014 إلى الوقت الحاضر)
- Qoros من (2013 إلى الوقت الحاضر)
- مجموعة شنشي للسيارات (1968 حتى الآن)
- محرك سايك من (1955 إلى الوقت الحاضر)
  - ماكسوس (2011 إلى الوقت الحاضر)
  - إم جي موتور (2006 إلى الوقت الحاضر)
  - رويوي (2006 إلى الوقت الحاضر)
  - ولينغ (1958 إلى الوقت الحاضر)
  - شركة سيارات نانجينغ (NAC) من (1947 حتى الآن)
    - يوجين (1995 إلى الوقت الحاضر)
- شاندونغ هيباو (1990 إلى الوقت الحاضر)
- سيتشوان تينغزونغ (2005 إلى الوقت الحاضر)
- مجموعة شوغوانغ (1984 حتى الآن)
  - Huanghai Bus من (1951 إلى الوقت الحاضر)
- Soueast Motors / Dongnan من (1995 إلى الوقت الحاضر)
- تيانما (1995 إلى الوقت الحاضر)
- Wanli Motors من (2001 إلى الوقت الحاضر)
- ولينغ للسيارات (2007 إلى الوقت الحاضر)
- Xinkai من (1984 إلى الوقت الحاضر)
- أكس بانغ Xpeng من (2014 إلى الوقت الحاضر)
- Yema Auto من (1994 إلى الوقت الحاضر)
- مجموعة يوتونغ (1963 حتى الآن)
- Zhongxing أو (ZX Auto) من (1999 إلى الوقت الحاضر)
- Zhongyu من (2004 إلى الوقت الحاضر)
- زوتي (2005 إلى الوقت الحاضر)
  - Traum من (2017 إلى الوقت الحاضر)
  - Domy Auto من (2015 إلى الوقت الحاضر)

## الشركات المصنعة السابقة
هنا قائمة منقطة يوجد فيها أسماء الشركات وبعض الشركات التابعة للشركة الأم (علامات تجارية):
- أندير (1991-2016)
- بامين (1980- 2010)
- باولونغ (1998-2005)
- بينزهو برايد (2006-2008)
- دادي أوتو (1988-2012 ، تم شراؤها بواسطة CHTC )
- داتونج (1954-2000 ؛ استحوذت عليها فاو)
  - Yungang من (1989-2000 ؛ استحوذت عليها فاو)
- ديساي (1989-1996)
- إمجراند (2009-2014 ، شركة تابعة لشركة جيلي أوتو)
- فوقي (1969-2013)
- فوشينغ (1994-1998)
- قويتشو يونك (1989-2005)
- جونو (2003-2016)
- غرينتش أوتوموتيف (2009-2018)
- Hanjiang (شركة تصنيع السيارات تحت Tonghui Machinery Works حتى عام 2005 ؛ استحوذت عليها Gonow )
- هونغشينغ (1960-2004 ؛ استحوذت عليها Shuanghuan)
- هوالي (1984-2002)
- Huayang من (1990-2004 ؛ استحوذت عليها Lifan Group )
- ليمينغ (1986-2001)
- نانجينغ يوجين سويات (1999-2007)
- المنطقة التجريبية والتوضيحية للمركبة الكهربائية الوطنية (NEVEDA) (1995-2004)
- نوشين (1990-2001 ؛ حاليًا شركة تابعة لشركة جاك )
- سيارات بولارسون (2003-2018)
- سانكسينج (1990-2002)
- شانلو موتورز (1991-2001)
- شوانجوان (1988-2016)
- شنيانغ هيباو (2001-2005)
- سيارات تيانجو (1987-2011)
  - Yemingzhu من (1988-2011)
- تونغتيان (2002-2005)
- شيالي (1997-2015)
  - أولي (2012-2015)
- Yangchang Motors من (1958-1993 ، تم بيعها لمجموعة قوانغتشو لصناعة السيارات في عام 2009)
  - Ycaco من (1987-1993؛ مشروع مشترك مع مصنع Jiangxi لتصنيع السيارات لإنتاج شاحنات إيسوزو)
- Yemingzhu من (1987-2011)
- يونغمان (2001-2019)

## شركات أجنبية تعمل داخل الصين عبر شركاء صينيين
يُسمح لصانع السيارات الأجانب بالعمل في الصين بشرط أن تكون مشاريعهم مشتركة مع شركات صينية. 
| الشركة الأجنبية   | شركاء الشركة في الصين                                                                 |
| ----------------- | ------------------------------------------------------------------------------------- |
| بي إم دبليو       | بريليانس اوتو ( بي ام دبليو بريليانس ) ، بايك (بايك - بي ام دبليو)                    |
| فيات              | GAC Fiat Chrysler ، بايك (BAIC FCA Automobile Co. Ltd)                                |
| شركة فورد         | تشانجان فورد فاو                                                                      |
| جنرال موتورز (GM) | سايك ، فاو ، جاك (GAC Chevrolet Opel Motors Co.Ltd)                                   |
| هوندا             | GAC ( Guangqi Honda ) ، مجموعة دونغفنغ للسيارات ( Dongfeng Honda )                    |
| هيونداي           | بايك ، جريت وول (جريت وول-شركة هيونداي موتورز المحدودة)                               |
| جاكوار لاند روفر  | شيري ( شيري جاكوار لاند روفر )                                                        |
| كيا               | شركة دونغفينغ موتور ( Dongfeng Yueda Kia ) مجموعة جاك (GAC Hafei Kia Motors Co Ltd. ) |
| مازدا             | فاو ، تشانجان                                                                         |
| مرسيدس بنز        | بايك ( بكين - بنز ) ، بي واي دي ( دينزا )                                             |
| ميتسوبيشي         | Soueast ، GAC ( GAC-Mitsubishi )                                                      |
| نيسان             | مجموعة Dongfeng Motor ( Dongfeng Motor Co.، Ltd. ) ، مجموعة بايك (بايك نيسان)         |
| بيجو              | مجموعة Dongfeng Motor ، رائعة. سور (جريت وول بيجو سيتروين المحدودة)                   |
| رينو              | مجموعة Dongfeng Motor ، FAW (FAW Renault Nissan Motors Co. Ltd)                       |
| سوزوكي            | تشانجان ، مجموعة Dongfeng Motor                                                       |
| تويوتا            | GAC ( GAC-Toyota ) ، فاو                                                              |
| فولكس فاجن        | سايك ، فاو ( FAW-Volkswagen ) ، جاك                                                   |
| ايسوزو            | JMCG ، JIM ، GAC                                                                      |